# الیزین پارک (لس آنجلس)
الیزین پارک (به انگلیسی: Elysian Park) یک منطقهٔ مسکونی در ایالات متحده آمریکا است که در لس آنجلس واقع شده‌است. پارک شهر، الیزین پارک، ورزشگاه داجر و یک دبیرستان کاتولیک پسرانه و یک مدرسه ابتدایی در همسایگی این محله قرار دارند.
بیمارستان ریه و دستگاه تنفسی تاریخی بارلو برای اولین بار در سال ۱۹۰۲ در این منطقه افتتاح شد.
در ۲ اوت ۱۷۶۹، اکسپدیشن پورتولا (اولین اروپایی‌هایی که به مناطق داخلی کالیفرنیا سفر کردند) در نزدیکی رودخانه لس آنجلس در گوشه جنوب شرقی پارک این شهر اردو زدند، این مکان تاریخی کالیفرنیا شماره ۶۵۵ (کمپینگ مسیر پورتولا) است که در ورودی خیابان میدو پارک قرار دارد.